# Синдикат-2 (фільм)
«Синдика́т-2» (рос. «Синдикат-2») — російський радянський художній фільм 1980 року режисера Марка Орлова за романом Василя Ардаматського «Відплата».
Фільм заснований на реальних подіях.

## Сюжет
За кордоном і в СРСР діє підпільна контрреволюційна організація, очолювана відомим терористом Борисом Савінковим. Чекісти продумують хитромудру операцію для розгрому організації, виманювання на територію СРСР Савінкова і його арешту.

## У ролях
- Михайло Козаков
- Євген Лебедєв - Борис Савінков
- Андрій Мартинов
- Антанас Барчас
- Родіон Александров
- Борис Соколов
- Валерій Рижаков
- Гіртс Яковлевс
- Анатолій Скорякин
- Микола Олялін
- Володимир Андрєєв
- Юріс Камінскіс
- Наталя Фатєєва
- Леонід Неведомський
- Юрій Волков
- Всеволод Шиловський
- Карліс Зушманіс
- Паул Буткевич
- Петро Шелохонов
- Харійс Лиепиньш
- Ігор Горбачов
- Ігор Тихоненко
- Освальд Кубланов
- Агрій Аугшкап
- Сергій Саввін
- А. Галушко
- Артем Іноземцев
- Г. Мочалов
- Ігор Стариков
- Олена Антоненко
- Яніс Мелдеріс
- Вадик Марков
- Микола Трусов
- Микита Подгорний
- Михайло Федоров

## Творча група
- Автори сценарію: — Василь Ардаматський, Марк Орлов, Едуарда Смірнова
- Режисери-постановники: — Марк Орлов
- Оператори-постановники: — Темерлан Зельма
- Художники-постановники: — Олександра Конардова, Віктор Монетов
- Композитори: — Ігор Єфремов